# Chetazocina
La chetazocina (INN), anche nota come chetociclazocina, è un derivato del benzomorfano utilizzato nella ricerca sui recettori oppioidi. La chetociclazocina è un oppioide esogeno che lega i recettori κ-oppioidi.
L'attivazione di questo recettore è noto per causare sonnolenza, una riduzione della percezione del dolore e (potenzialmente) anche disforia, paranoia e allucinazioni. È anche causa di un aumento nella produzione urinaria in quanto inibisce il rilascio di vasopressina (è una sostanza endogena che coadiuva la regolazione del bilanciamento elettrolitico e dei fluidi nel corpo umano modulando la quantità di acqua rilasciata con le urine).